# Estadio IV Centenário
L'Estadio IV Centenário est un stade à multi-usage bolivien situé à Tarija.
Il est actuellement employé une bonne partie du temps pour des matchs du football, au niveau de club par l'Unión Central Tarija. Le stade a une capacité de 25 000 personnes.